# Mutánsvadászok
A Mutánsvadászok (eredeti cím: Alienators: Evolution Continues, néha Evolution: The Animated Series) 2001-től 2002-ig futott amerikai televíziós 2D-s számítógépes animációs sorozat, amelynek rendezője Will Meugniot. A tévéfilmsorozat a The Montecito Picture Company, DreamWorks Animation és a DIC Entertainment gyártásában készült. Műfaját tekintve akciófilm-sorozat, sci-fi filmsorozat és filmvígjáték-sorozat. Amerikában a Fox Kids vetítette, Magyarországon pedig a Megamax sugározta.

## Ismertető
Arizona államban, egy meteorbonyodalom után, az állambeli élőlények, amelyek egysejtűek azok óriási és félelmetes mutánsokká alakulnak. Ira Kane csapatával és Lucy Mai-val próbálkozik rájönni, hogy tudná megállítani, hogy az ilyen lények, amelyek mutánsok tovább tudjanak szaporodni és a földet, hogy lepjék el.

## Szereplők
- Ira Kane
- Lucy Mai

## Magyar hangok
- Bodrogi Attila – ?
- Harcsik Róbert – ?
- Nádorfi Krisztina – ?
- Előd Botond – ?
- Zborovszky Andrea – ?
- Haagen Imre – ?

## Epizódok

### 1. évad
1. Túlélés 1. rész (Survival – Part 1)
2. Túlélés 2. rész (Survival – Part 2)
3. Túlélés 3. rész (Survival Part 3)
4. Melyd meg a vizet (Don't Drikn the Water)
5. Olajfolt (Slick)
6. Swarmraj (Swarm)
7. Tűz és jég (Fire and Ice)
8. Leolvadés (Meltdown)
9. Roncstelepi kutyák (Junkyard Dogs)
10. A francia metró (French Underground)
11. Elszökött törzs (Runaway Strain)
12. Dead Wayne sejtek (Dead Wayne Cells)
13. Római vakáció (Roman Holiday)

### 2. évad
1. Carthage jövök (To Carthage Then)
2. A genus éve (Year of the Genus)
3. Forró jáva (Hot Java)
4. Ira jobban tudja (Ira Knows Best)
5. Vágy a genus után (Itching for the Genus)
6. Genus a tankban (Genus Your Tank)
7. A bölcső leesik (Cardle Will Fall)
8. Fejcsaj (Head Case)
9. Végjáték (End Game)
10. Mélyfertőzés (General Disorder)
11. Vég kifejlett 1. rész: A visszaszámlálás (Raper 1: Countdown)
12. Vég kifejlett 2. rész: A bárka (Raper 2: The Ark)
13. Vég kifejlett 3. rész: Alfa és Ómega (Raper 3: Alpha Omega)